# Gewone zwartschild
De gewone zwartschild of gewone streeploopkever (Pterostichus melanarius) is een keversoort uit de familie van de loopkevers (Carabidae). De wetenschappelijke naam van de soort is, als Carabus melanarius, voor het eerst geldig gepubliceerd in 1798 door Johann Karl Wilhelm Illiger.

## Synoniemen
- Carabus vulgaris Linnaeus, 1758[1]
- Pterostichus nivalis Apfelbeck, 1904[2]
  - Platysma vulgare subsp. bulgaricum Lutshnik, 1915, nomen novum,[2][3]
- Omaseus arvernus Sirguey, 1924[2]
- Platysma brevistylis Jeannel, 1942[2]

Voor deze soort is de naam Pterostichus vulgaris (Linnaeus, 1758) geruime tijd in gebruik geweest. In 1838 ontdekte Frederick William Hope dat de beschrijving die Linnaeus gaf in de tiende druk van Systema naturae (C. nigro-aeneus, pedibus antennisque nigris, maar met een verwijzing naar een veel uitgebreidere beschrijving onder n° 527 in Fauna svecica van 1741), en in de twaalfde druk van dat werk (idem, met een verwijzing naar n° 799 in de tweede druk van Fauna svecica), tegenstrijdig was met alle bewaarde exemplaren uit de collectie van Linnaeus. Volgens Hope betrof Linnaeus' beschrijving een Amara, en had Panzer de naam in 1797 ook in die zin gebruikt, maar vertegenwoordigde het door hem bestudeerde exemplaar met het label "vulgaris" een soort van het geslacht Platysma (Platysma Bonelli, 1810, typesoort Carabus niger, nu meestal beschouwd als een ondergeslacht van Pterostichus). De naam is sindsdien zowel gebruikt voor Amara lunicollis van Schiodte, als voor Carabus melanarius van Illiger.
In 1978 deed de Zweedse keverspecialist Carl Lindroth een voorstel aan de International Commission on Zoological Nomenclature om de naam Carabus vulgaris te lectotypificeren met een specimen van Linnaeus dat Carabus melanarius vertegenwoordigt, en om de naam Carabus melanarius Illiger prioriteit te geven over Carabus vulgaris Linnaeus als ze beide betrekking hebben op hetzelfde taxon, vanwege alle onduidelijkheid die er inmiddels over de naam "vulgaris" bestond. Twee jaar later, in februari 1980, deed de Pool Mroczkowski een tegenvoorstel om wél de door de inmiddels overleden Lindroth voorgestelde lectotypificatie te accepteren maar de naam Pterostichus vulgaris te behouden. Nog weer bijna een jaar later, in december 1980, deed de Fin Silfverberg een beroep op de commissie om niet akkoord te gaan met het tegenvoorstel van Mroczkowski. Hoewel er geen officiële Opinion van de commissie is gekomen, heeft het voorstel van Lindroth in de praktijk ingang gevonden.